# Geraldo Majela de Castro
Geraldo Majela de Castro O. Praem., właśc. João José de Castro (ur. 24 czerwca 1930 w Montes Claros, zm. 14 maja 2015 tamże) – brazylijski duchowny katolicki, arcybiskup metropolita Montes Claros w latach 2001–2007.

## Życiorys
Święcenia kapłańskie przyjął 8 grudnia 1953 w zakonie norbertanów. Był
nauczycielem i mistrzem nowicjatu (1954-1970), proboszczem w Bocaiúva (1970-1975) oraz przełożonym brazylijskiej prowincji norbertanów (1975-1982).

### Episkopat
15 czerwca 1982 został mianowany przez papieża Jana Pawła II biskupem koadiutorem diecezji Montes Claros. Sakry biskupiej udzielił mu 8 września tegoż roku ówczesny ordynariusz tejże diecezji, bp José Alves de Sà Trindade. Rządy w diecezji objął 1 czerwca 1988.
25 kwietnia 2001 papież podniósł diecezję Montes Claros do rangi archidiecezji, w związku z czym bp de Castro otrzymał godność arcybiskupa metropolity.
7 lutego 2007 przeszedł na emeryturę.